# Hồ Genève
Hồ Genève, hồ Geneva hay hồ Léman là một hồ ở Tây Âu. Tên gọi của nó, có lẽ có nguồn gốc từ tiếng Celt từ gốc ban đầu là tiếng Latinh. Tên gọi này thay đổi theo thời gian: lacus Lemanus hay hồ Genève, hồ Léman.
Nó là hồ nước ngọt lớn thứ hai tại Trung Âu khi nói tới diện tích bề mặt, chỉ sau hồ Balaton. Khoảng 60% diện tích của nó thuộc chủ quyền của Thụy Sĩ (các bang Vaud, Genève và Valais), và 40% thuộc Pháp (tỉnh Haute-Savoie). Bờ phía bắc và hai đầu thuộc về Thụy Sĩ trong khi bờ phía nam thuộc về Pháp. Biên giới giữa hai quốc gia chạy ngang qua mặt hồ.
Hồ này có hình dáng giống như trăng lưỡi liềm hay hình dấu phẩy, được hình thành từ sông băng Rhône đang rút xuống, hẹp lại tại khu vực quanh Yvoire trên bờ phía nam, vì thế có thể chia ra thành Grand-Lac (hồ lớn) ở phía đông và Petit-Lac (hồ nhỏ) ở phía tây. Nó nằm trên dòng chảy của sông Rhône. Sông này bắt nguồn từ sông băng Rhône gần đèo Grimsel ở phía đông của hồ và chảy qua bang Valais, nhập vào hồ tại khu vực nằm giữa Villeneuve và St. Gingolph, trước khi chảy chậm về phía lối thoát ra của nó tại Genève. Các chi lưu khác là Dranse, Aubonne, Morges, Morge, Venoge, Veveyse, Foron và Serine v.v.
Sự hình thành của hồ có nhiều nguồn gốc: các nếp uốn kiến tạo đã tạo ra phần Grand-Lac còn tác động của sông băng Rhône tạo thành Petit-Lac (đoạn nằm giữa Genève và Yvoire/Nyon). Nó được hình thành trong thời kỳ rút xuống của sông băng Rhône sau thời kỳ băng hà gần đây, khoảng 15.000 năm trước.

## Đặc trưng
- Chiều dài theo trục: 72,8 km
- Chiều rộng tối đa: 13,8 km
- Diện tích: 582,4 km², trong đó 348,4 km² thuộc Thụy Sĩ và 234,0 km² thuộc Pháp.
- Độ cao: 372 m
- Độ sâu tối đa: 309,7 m, điểm đánh giá nằm giữa Lausanne và Évian
- Tổng dung tích nước: 89 tỷ m³
- Nhiệt độ nước tối thiểu: 6 °C

## Nguồn gốc tên gọi và định danh

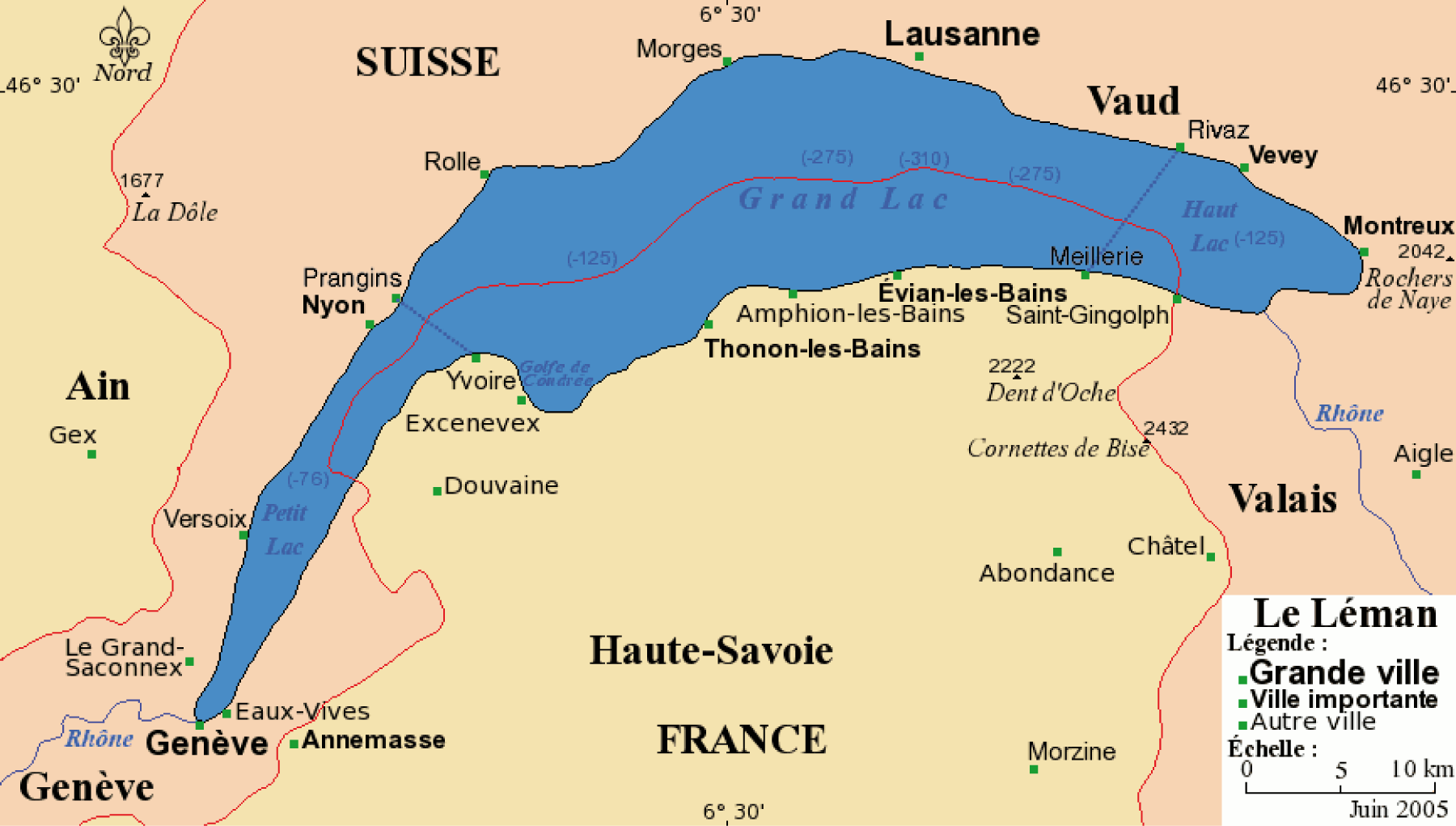
Bản đồ hồ Léman

## CIPEL

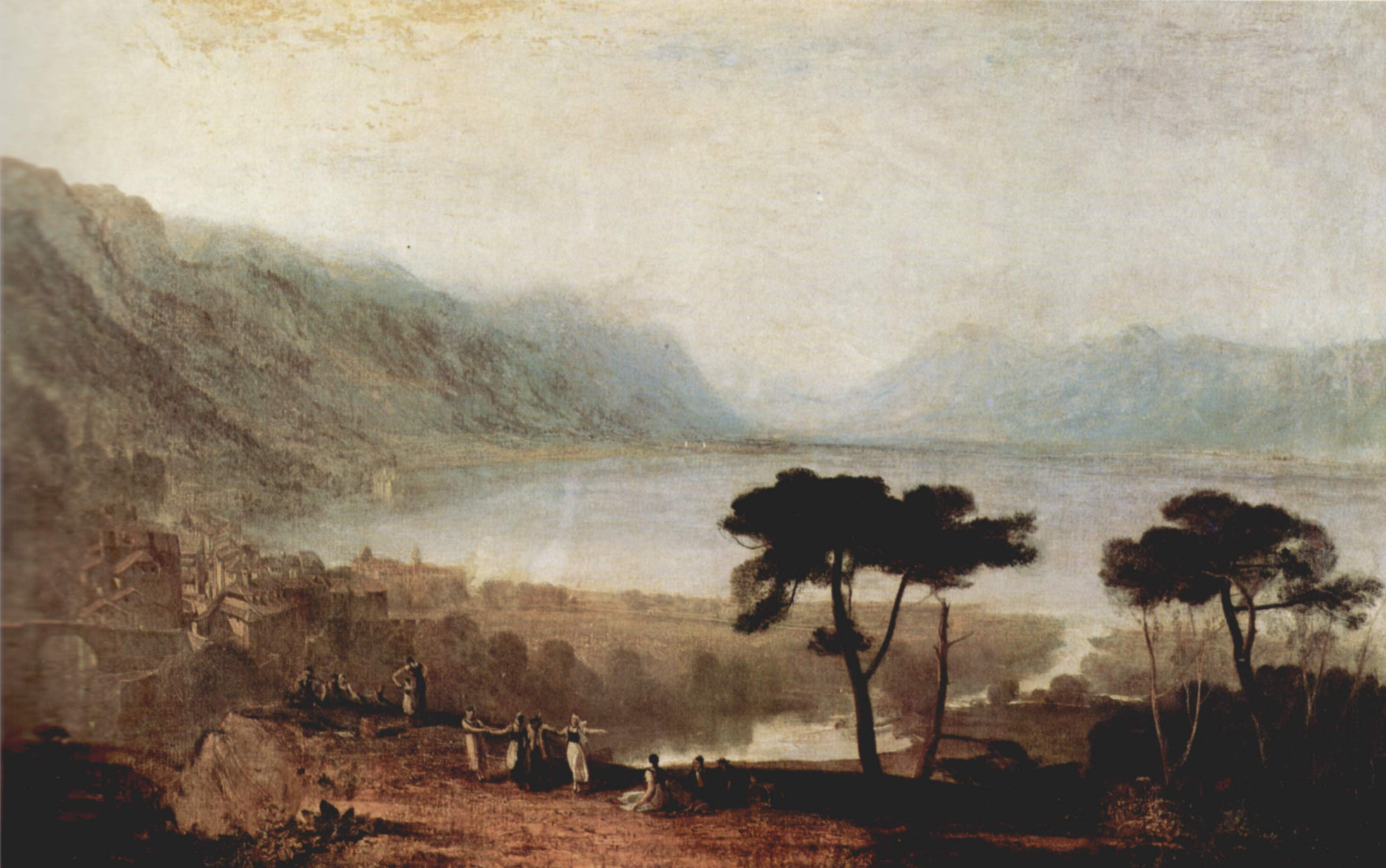
J.M.W. Turner: Hồ Genève nhìn từ Montreux, 1810.

## Đô thị

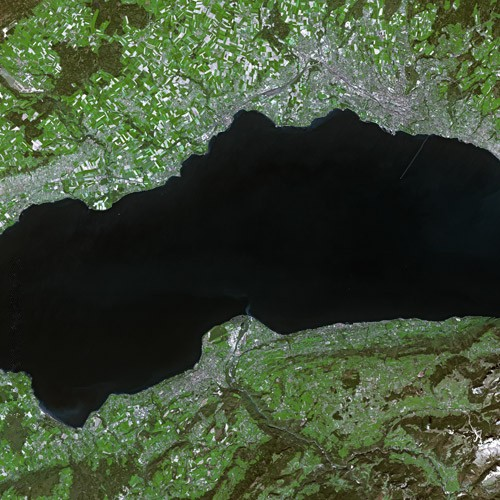
Khu vực Lausanne-Evian nhìn từ vệ tinh.

### Cá

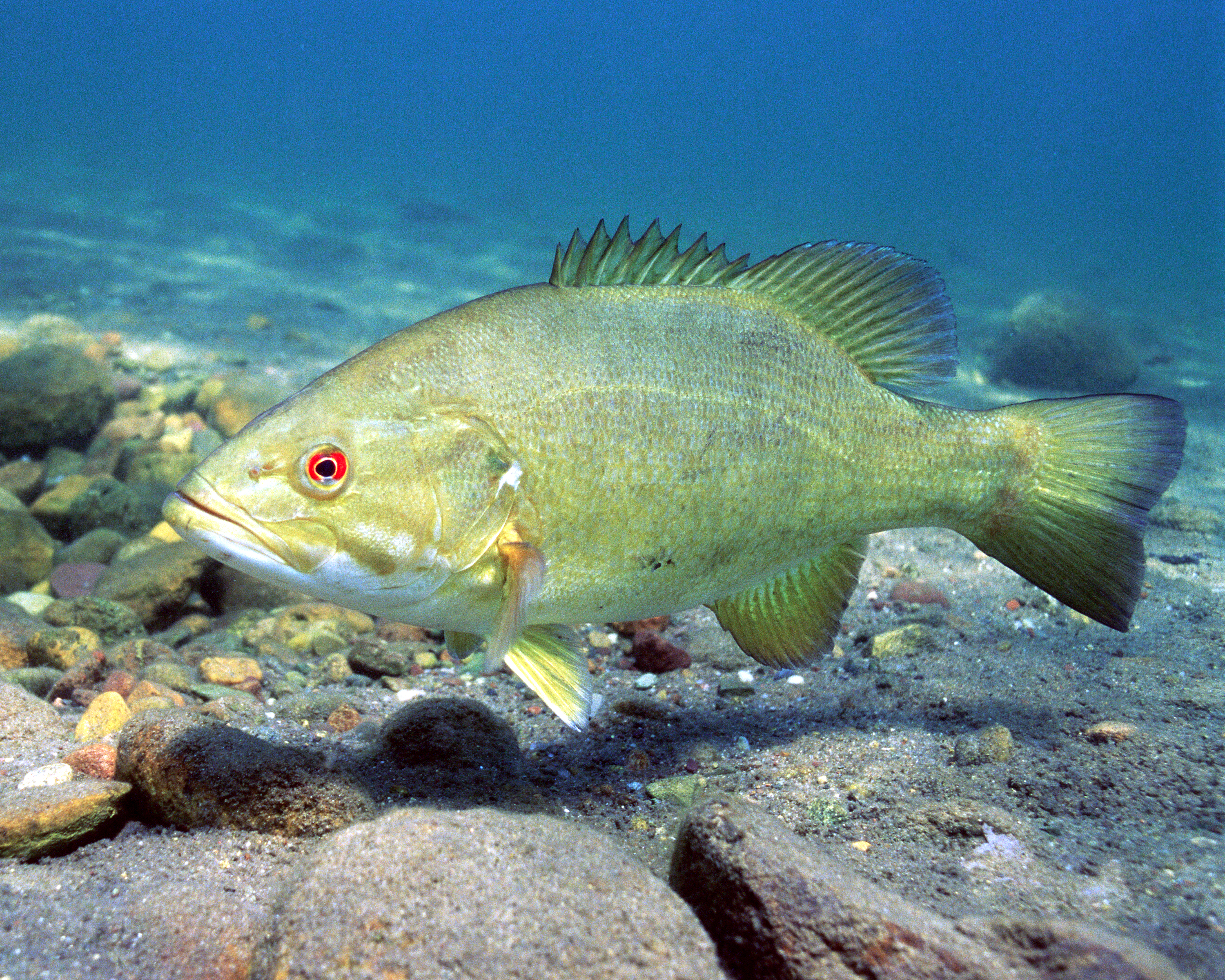
Cá vược là phổ biến trong hồ.

## Các điểm thu hút

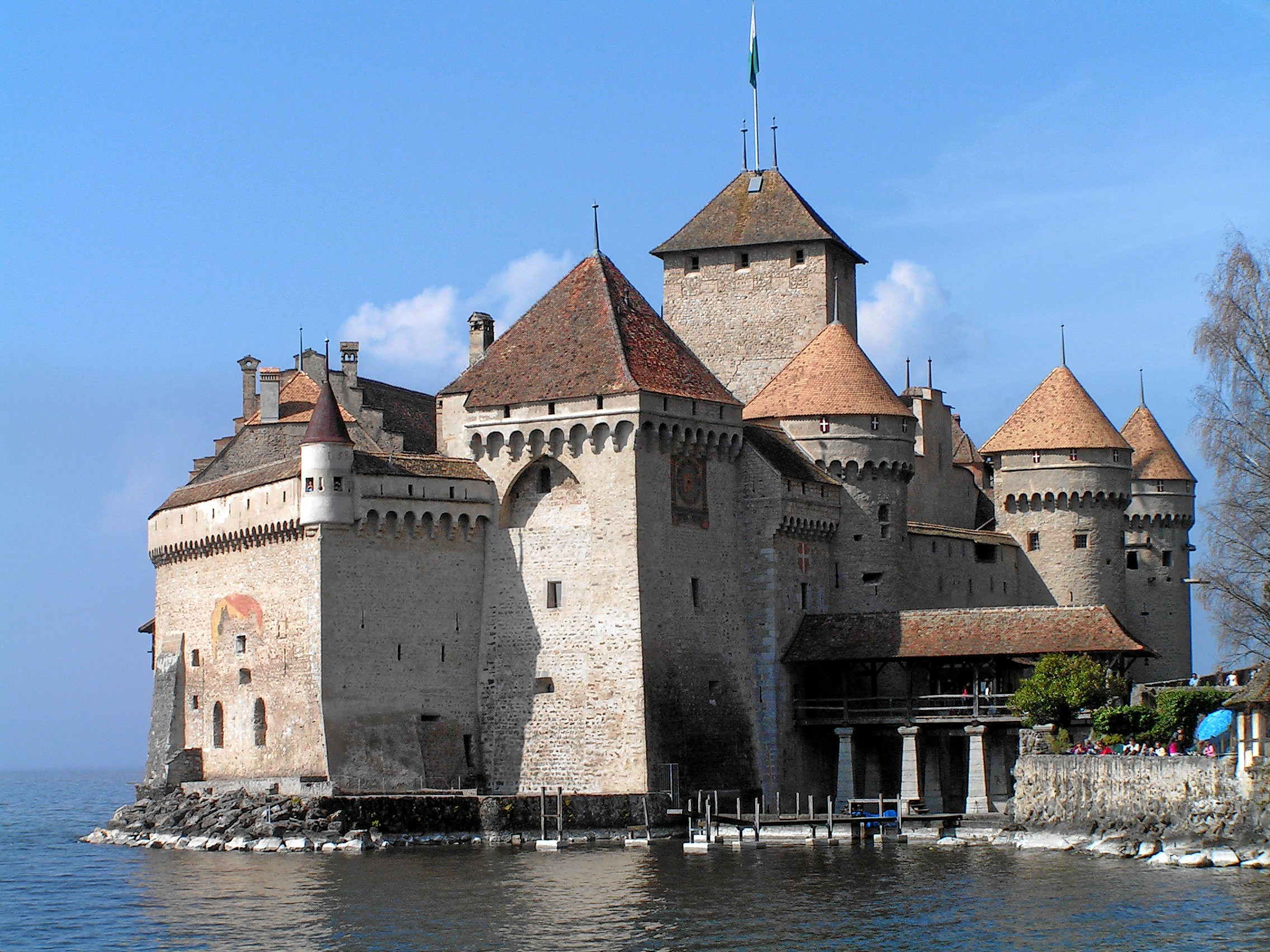
Lâu đài Chillon nằm trên bờ hồ

## Thư viện ảnh

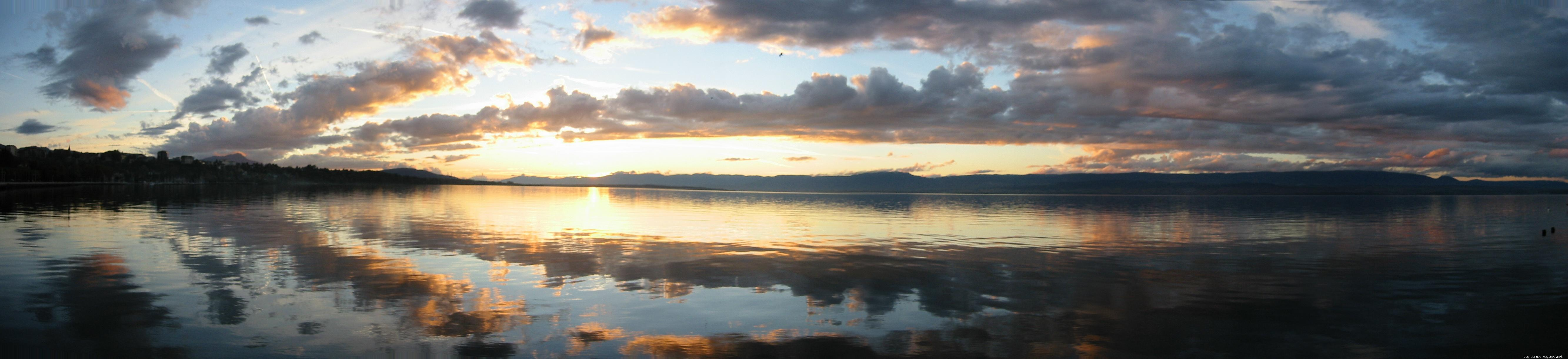
Hoàng hôn bên hồ Léman
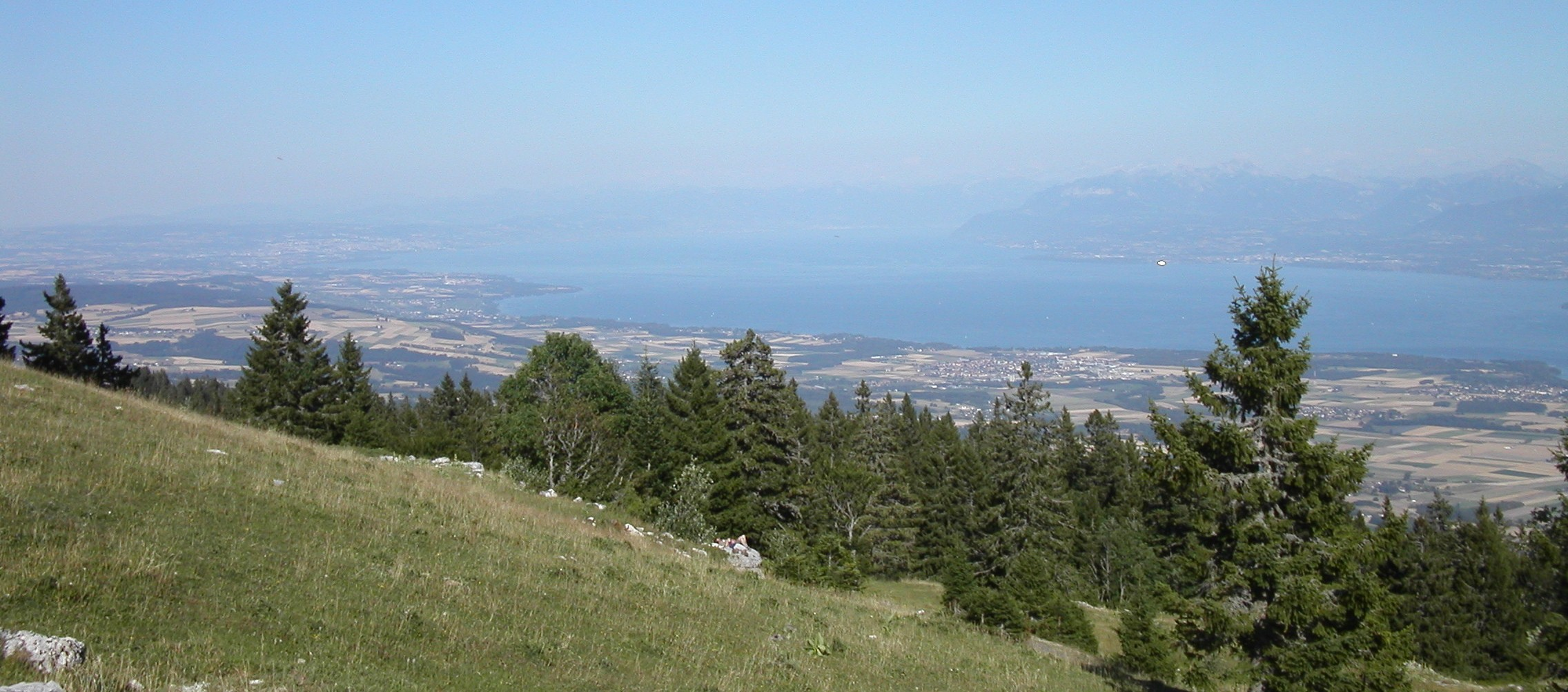
Hồ Léman và La Barillette (nhìn từ phía đông)
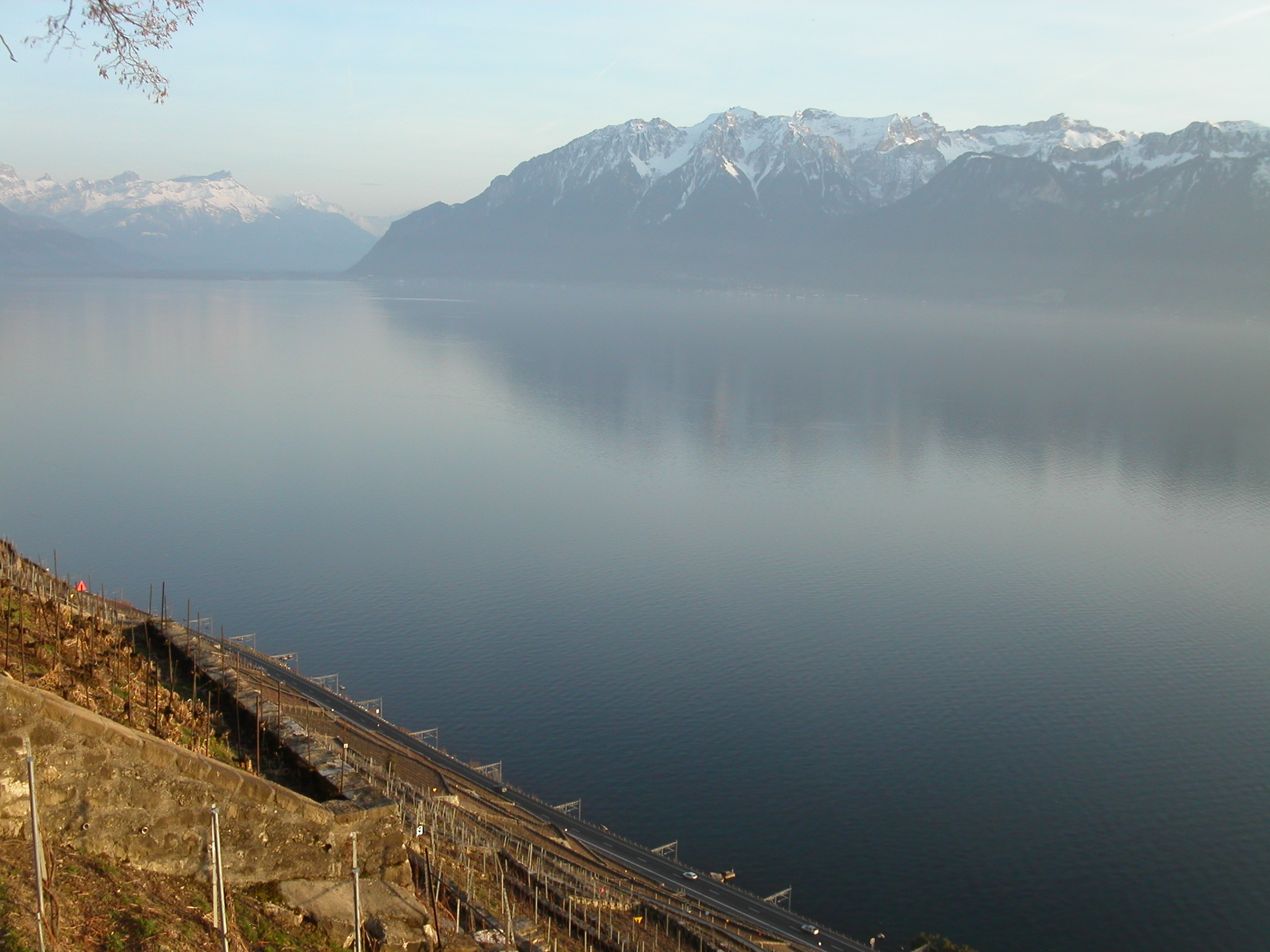
Hồ Léman và Chablais nhìn từ Lavaux
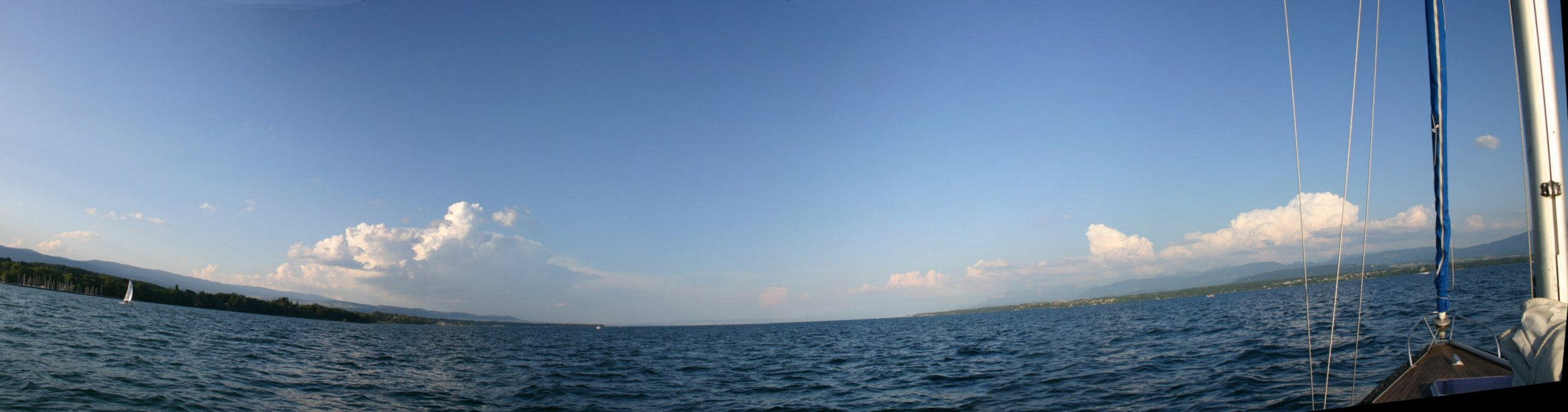
Cảnh quan của Petit-Lac từ hướng Lausanne
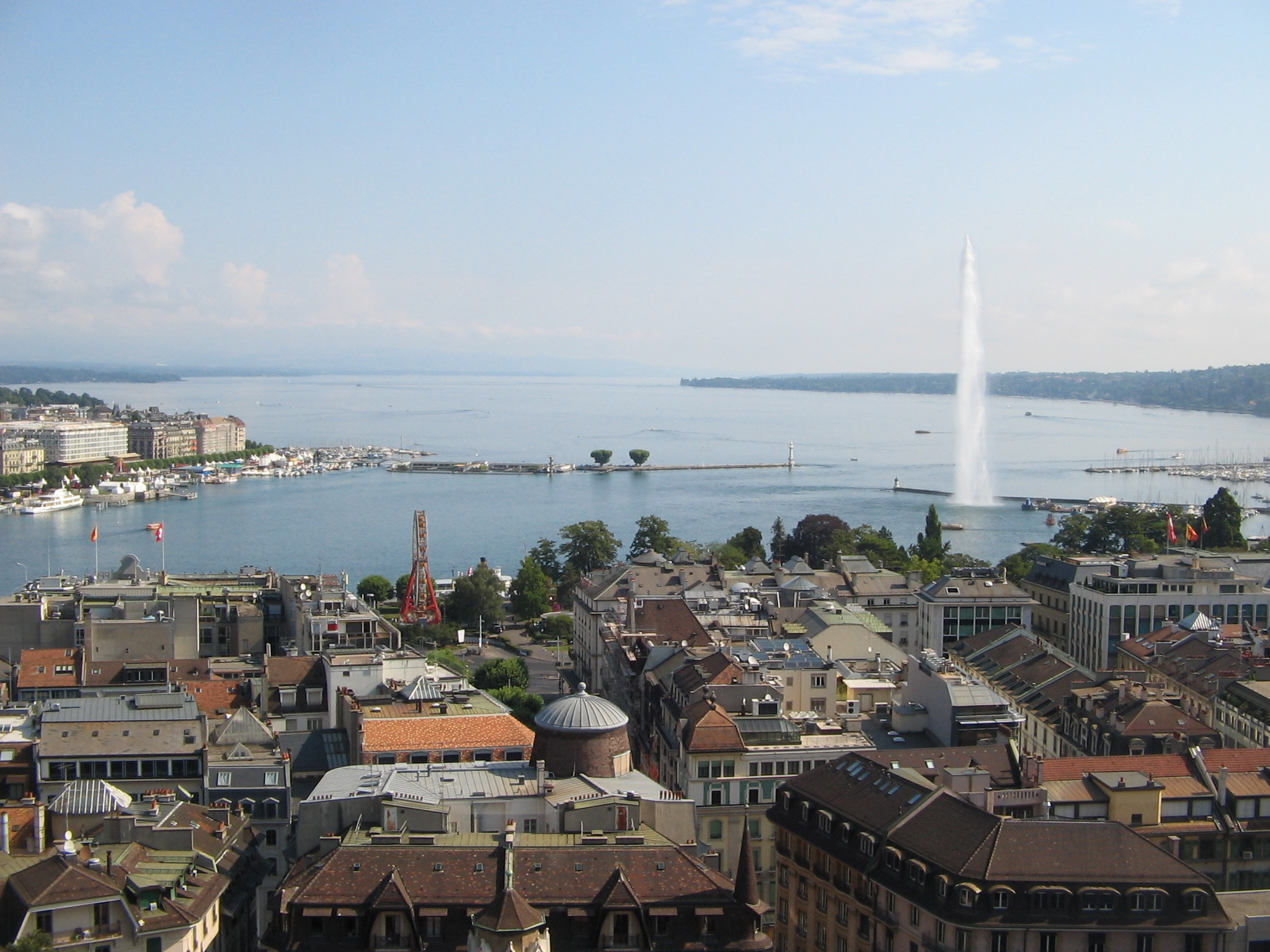
Hồ Léman tại Genève
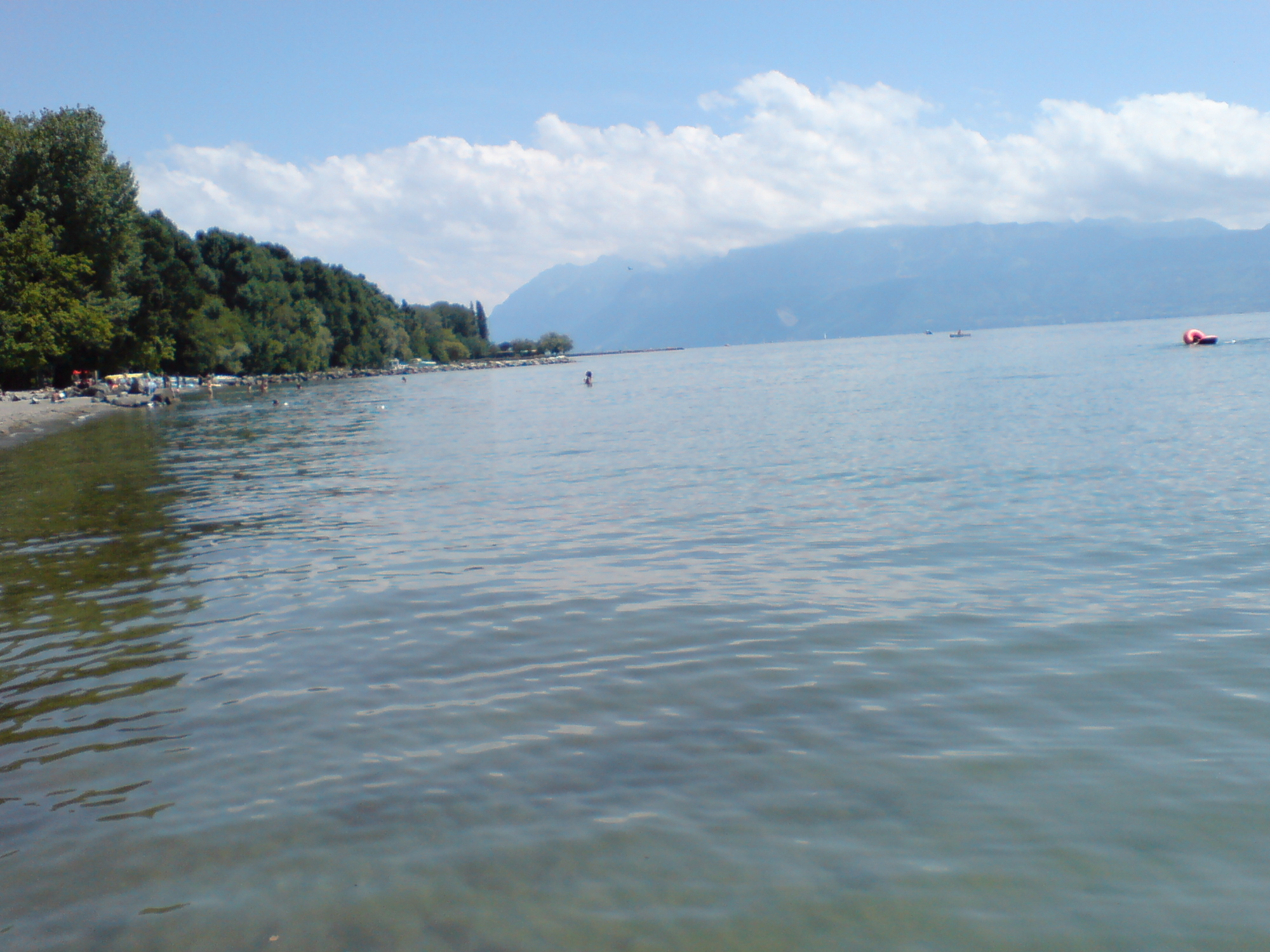
Hồ Léman tại Vidy (Lausanne)